# 咬頭嵌合位
咬頭嵌合位（こうとうかんごうい、英: maximal intercuspal position）とは、上下顎の歯列が最も多くの部位で接触し、安定した状態にあるときの上下顎の位置関係である。

## 意義
咬頭嵌合位は、咀嚼機能を営むための基本的な咬合位で、咀嚼運動の終末位はこの咬合位に一致し、また、習慣性閉口運動の終末傾向路にきわめて近い位置にある。有歯顎者の下顎位のうち、もっとも上方にあり、Posseltの運動範囲菱形柱の最上端に位置する。歯によってその位置が決定されるため、有歯顎者ではその採得が容易で、繰り返し再現できる。この下顎位は、補綴物に与える咬合位として日常の診療に広く利用されている。
一方、咬頭嵌合位は上下の歯の接触による位置であるのに対し、中心位は左右の顎関節によりコントロールされる位置であることから、両者の位置を比較することにより、不正咬合の一部分析を行うことができる。

## 概要
最新のTHE GLOSSARY OF PROSTHODONTIC TERMSにおいては「maximal intercuspal position」とされ、その解説は「The complete intercuspation of the opposing teeth independent of condylar position, sometimes referred to as the best fit of the teeth regardless of the condylar position—called also maximal intercuspation—comp centric occlusion」である。その他に「intercuspal position」と言われることもある。日本語では同義語として「中心咬合位（centric occlusion）」が使用されることがある。しかし、「中心咬合位」は「中心位」と混同して使用する研究者が存在することから、最近ではできるだけ咬頭嵌合位を使用するとされている。